# Понте дела Вентурина (Болоња)
Понте дела Вентурина (итал. Ponte della Venturina) је насеље у Италији у округу Болоња, региону Емилија-Ромања.
Према процени из 2011. у насељу је живело 1450 становника. Насеље се налази на надморској висини од 413 м.